# Kaiserebersdorf
| Kaiserebersdorf            | Kaiserebersdorf |
| Wappen                     | Karte           |
| -------------------------- | --------------- |
| Wappen von Kaiserebersdorf | Karte           |

Kaiserebersdorf (alternative Schreibweisen Kaiser Ebersdorf und Kaiser-Ebersdorf) war bis 1891 eine eigenständige Gemeinde und ist seit 1892 ein Stadtteil Wiens im 11. Wiener Gemeindebezirk Simmering sowie eine der 89 Wiener Katastralgemeinden. Ein kleiner Teil von Kaiserebersdorf liegt im 10. Gemeindebezirk Favoriten.

## Geografie und Verkehr

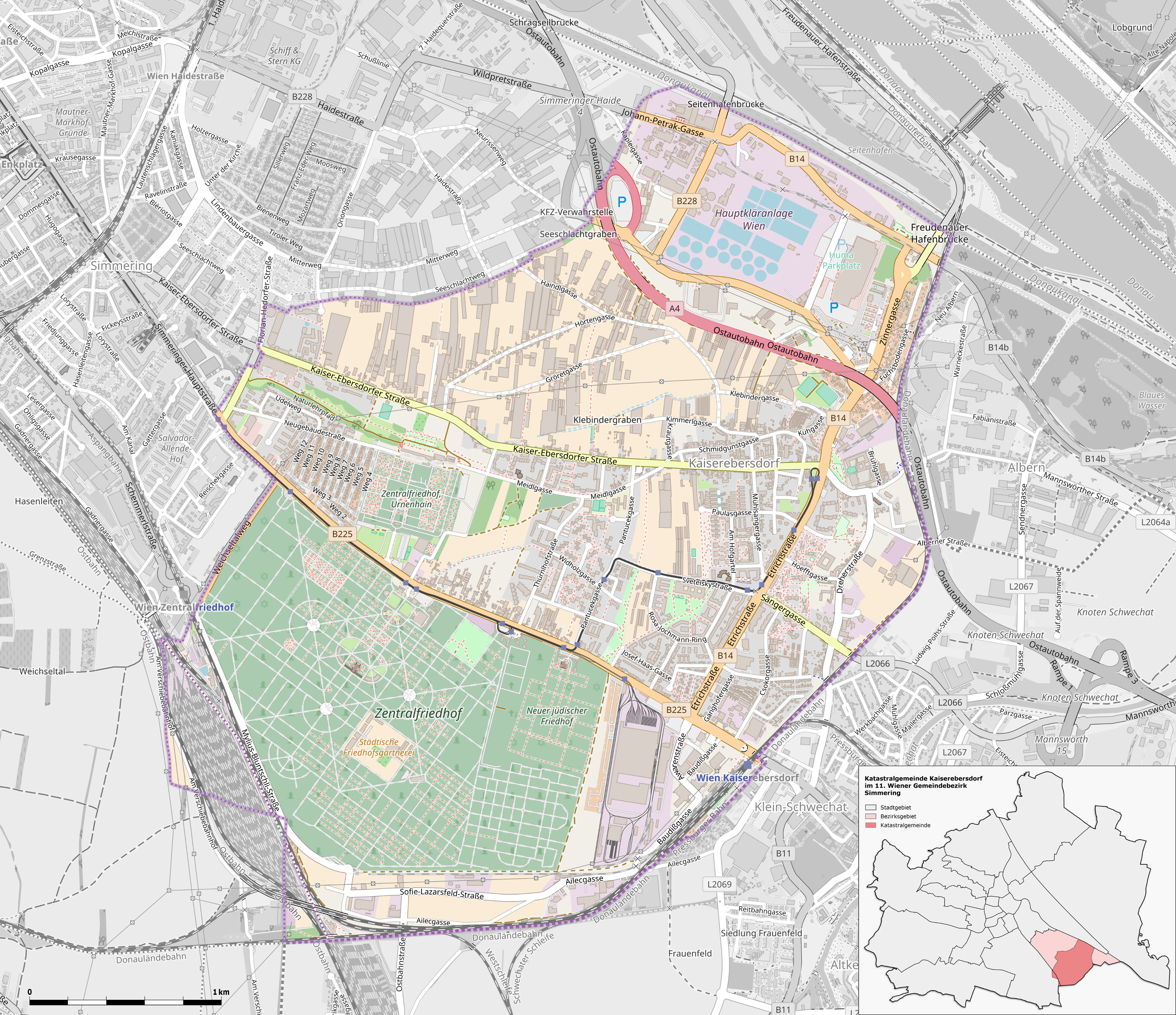
Katastralgemeinde Kaiserebersdorf im Wiener Bezirk Simmering

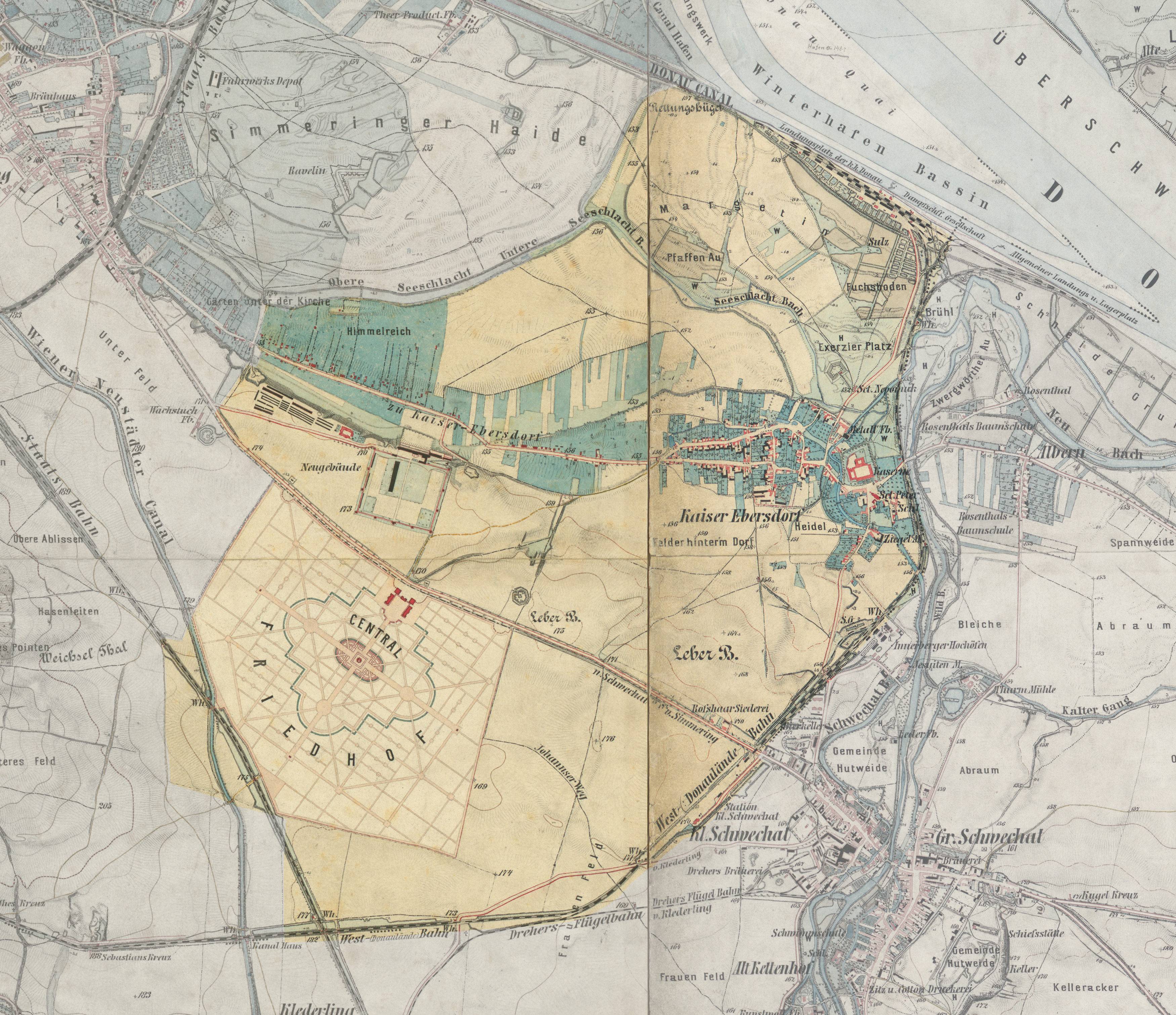
Das Gebiet der heutigen Katastralgemeinde Kaiserebersdorf auf einer Karte von 1873

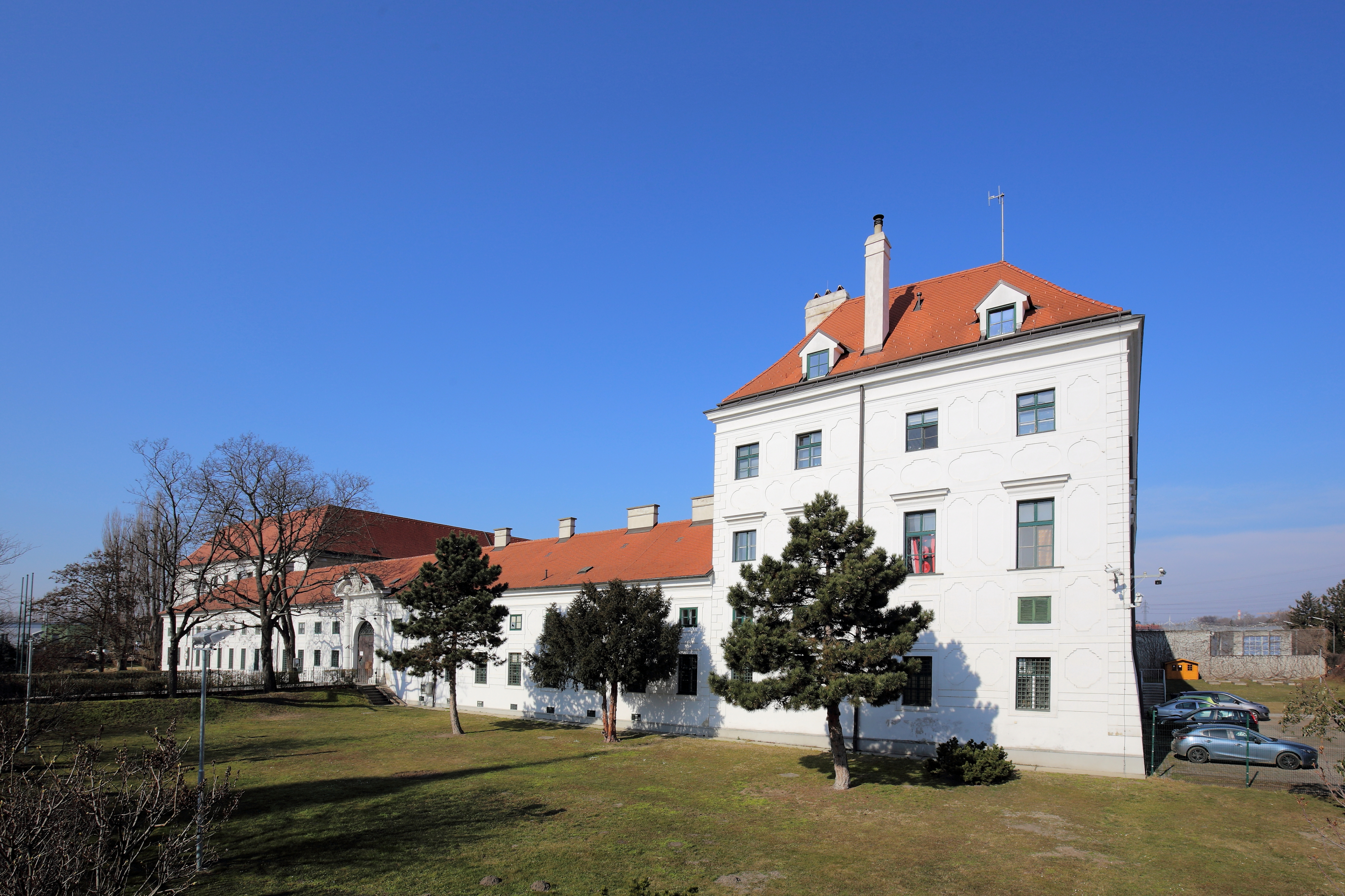
Schloss Kaiserebersdorf

Kaiserebersdorf befindet sich im äußersten Südosten der Stadt und grenzt an die niederösterreichische Stadt Schwechat. Die Katastralgemeinde erstreckt sich über eine Fläche von 1049,11 ha, wovon 23 ha im Gebiet des Gemeindebezirks Favoriten liegen. Dabei handelt es sich großteils um Verkehrsflächen der Ostbahn mit dem Zentralverschiebebahnhof Wien-Kledering. An der Ostautobahn (A4) gelegen und durch die Straßenbahnlinien 11 und 71 mit Favoriten und der Innenstadt verbunden, ist Kaiserebersdorf bis heute teilweise landwirtschaftlich geprägt.
Kaiserebersdorf wurde bis ins späte 19. Jahrhundert vom Unterlauf der Schwechat durchflossen, die nördlich von Albern in die Donau mündete. Im Zuge der Donauregulierung wurde dieser Lauf jedoch zunächst nördlich von Albern als Neubach ins Alberner Wasser (heute Becken des Alberner Hafens) umgeleitet und schließlich 1883 ganz trockengelegt, indem die Schwechat in den Kalten Gang umgeleitet und bei Mannswörth in die Donau geleitet wurde.
In der Schreibweise „Kaiser-Ebersdorf“ bildet der Stadtteil ferner einen drei Zählsprengel umfassenden Zählbezirk der amtlichen Statistik, dessen Grenzverlauf jedoch nicht mit jenem der Katastralgemeinde ident ist.
In Kaiserebersdorf sind von der Stadt Wien zwei Bereiche als bauliche Schutzzonen definiert: der Ortskern und der Bereich rund um Schloss Neugebäude.
Im Ortszentrum von Kaiserebersdorf befand sich eine gleichnamige Haltestelle der Wiener Stadtstrecke der Pressburger Bahn; diese Stadtstrecke wurde nach 1945 nicht mehr betrieben. An der am östlichen Ortsrand verlaufenden Donauländebahn bestand bis 1945 die im Personenverkehr eingehaltene Haltestelle Kaiserebersdorf-Albern.
2002 wurde auf dem Gelände des historischen Bahnhofs Klein-Schwechat der Donauländebahn die neue S-Bahn-Station Wien Kaiserebersdorf der S 7 („Flughafen-Schnellbahn“), der Nachfolgerin der Pressburger Bahn, errichtet. Sie liegt auf Kaiserebersdorfer Gebiet, aber nicht nahe dem historischen Ortszentrum, sondern an der Simmeringer Hauptstraße, der alten Direktverbindung von Wien nach Schwechat.

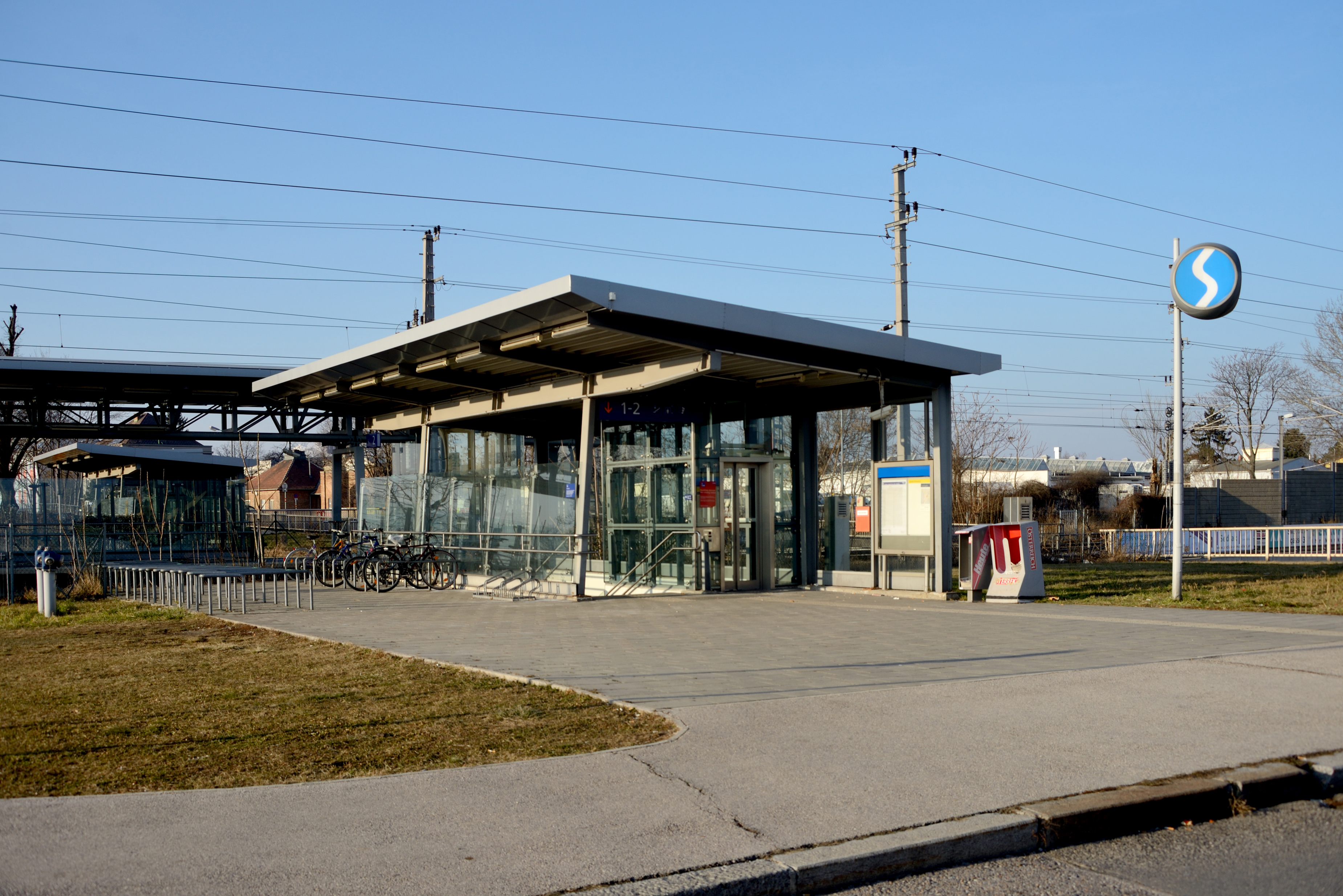
Die Station Kaiserebersdorf von Schwechat aus gesehen

## Geschichte

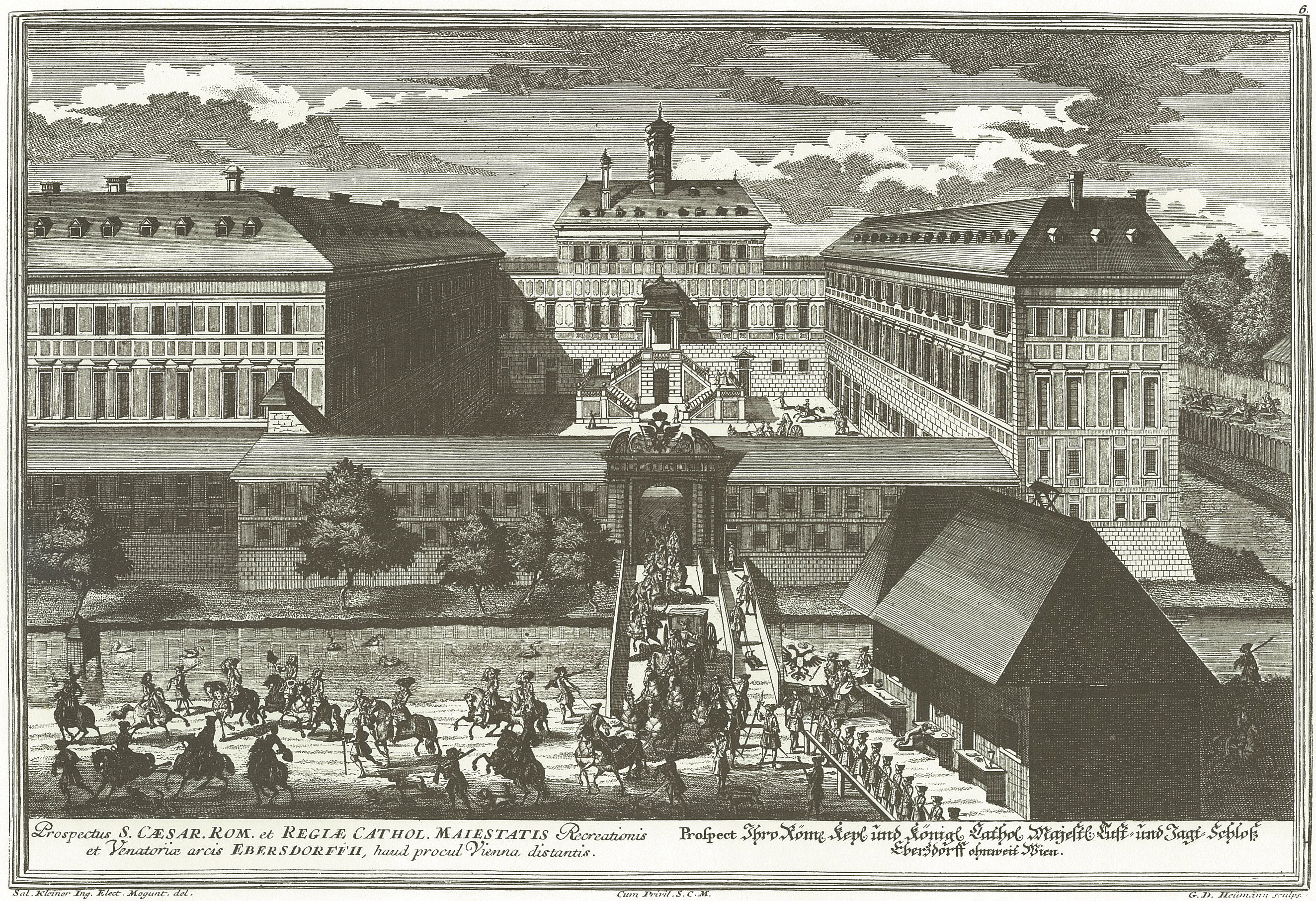
Schloss Kaiserebersdorf um 1750; Stich von Salomon Kleiner

Erste Besiedelungsspuren im Bereich der heutigen Csokorgasse/Sängergasse, die bei archäologischen Ausgrabungen in den 1970er Jahren freigelegt wurden, stammen aus der Urnenfelderzeit. Der Ort Ebersdorf ist 1108 erstmals urkundlich belegt. Zumindest seit dem 13. Jahrhundert bestand hier eine Burg, die der Sitz der Adelsfamilie der Ebersdorfer war, lange Zeit oberste Kämmerer in Österreich. 1499 kam der römisch-deutsche König und spätere Kaiser Maximilian I. in den Besitz der Burg und ließ sie zum Jagd- und Lustschloss Kaiserebersdorf ausbauen. Während der Zweiten Wiener Türkenbelagerung 1683 wurden der Ort und das Schloss zerstört, von Maria Theresia wurde das wieder errichtete Schloss 1745 der Armenpflege gewidmet, später diente es als Kaserne. 1809 wurde der Ort erneut durch die Truppen Napoleons verwüstet. Schloss Thürnlhof diente von 18. Mai bis 5. Juli 1809 Napoleon als Hauptquartier während der Schlacht bei Aspern. Am 31. Mai 1809 starb im Herrenhaus des Mühlbergerhofes der damaligen Brauerei Kaiserebersdorf in Anwesenheit von Napoleon, der ihn dreimal aufsuchte, dessen enger Freund, der französische Offizier Feldmarschall Jean Lannes, Prince de Sievers, Duc de Montebello an seiner schweren Verwundung bei der Schlacht bei Aspern.
Von der im 19. Jahrhundert einsetzenden Industrialisierung und dem damit verbundenen Bevölkerungswachstum profitierte der abseits gelegene Ort nur wenig. Im Jahr 1883 hatte Kaiserebersdorf rund 2500 Einwohner. Die drei überlieferten Bürgermeister von Kaiserebersdorf waren Georg Schmidgunst (1861–1867 und 1870–1873), Lorenz Herret (1867–1870) und der Wirtschaftsbesitzer Johann Haindl (1873–1891). Am 1. Jänner 1892 wurde es mit dem Vorort Simmering zum 11. Wiener Gemeindebezirk vereint. Nach dem Anschluss an das Deutsche Reich am 12. März 1938, bezog am 14. März 1938, vom Penzinger Rangierbahnhof kommend aus, das II. Bataillon des Infanterie Regiments 63, der 27. Infanterie-Division der Wehrmacht, ihr Regiments Quartier in Kaiserebersdorf. Am 31. Mai 1955 enthüllte der Wiener Stadtkommandant der französischen Besatzungstruppen, gemeinsam mit einem Musikzug und einer Ehrenkompanie der französischen Armee, beim Mühlbergerhof eine Gedenktafel für den nach der Schlacht von Aspern 1809 hier gestorbenen Jean Lannes.
Der dörfliche Charakter Kaiserebersdorfs schwand erst in den 1960er-Jahren, als Wohnhäuser, Schulen und Einkaufszentren errichtet wurden. Das Schloss Kaiserebersdorf, das als Kaserne, später als Fabrik und um 1924 als Jugendstrafanstalt genutzt wurde, ist seit 1968 die Justizanstalt Wien Simmering, eine Justizanstalt für Erwachsene. Seit 1998 gibt es darin zwei Trakte, im historischen Schlossgebäude die Abteilung für „gelockerten Vollzug“ (Freigänger, Fahrlässigkeitstäter) und einen Zubau mit sechs Abteilungen für U-Haft und Strafhaft.

## Kultur und Sehenswürdigkeiten

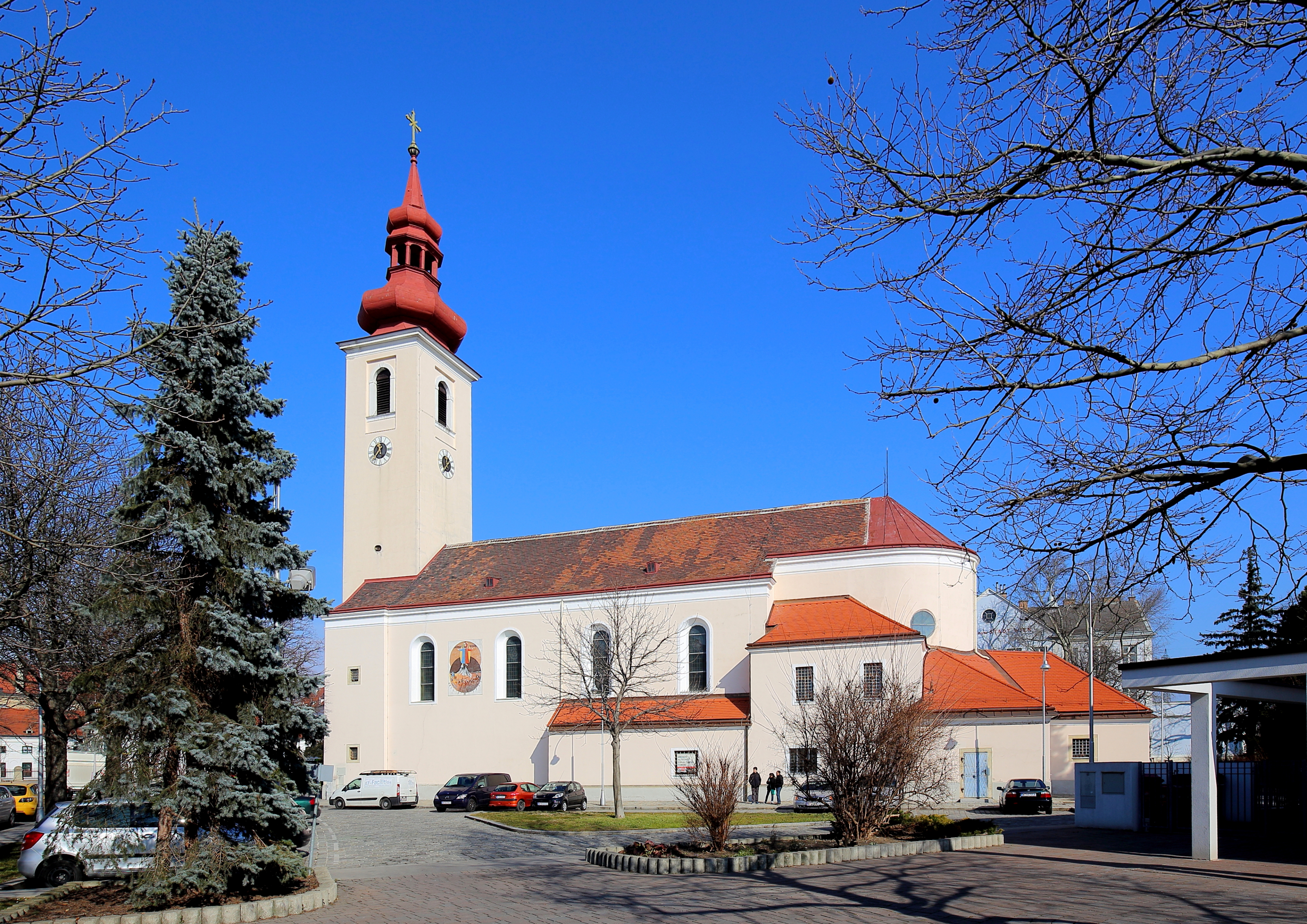
Pfarrkirche Kaiserebersdorf

- Wiener Zentralfriedhof und Feuerhalle Simmering
- Pfarrkirche Kaiserebersdorf
- Kaiserebersdorfer Friedhof
- Schloss Neugebäude
- Schloss Thürnlhof
- Mühlbergerhof

1939/1940 fanden im und beim Bahnhofsgebäude Klein-Schwechat (heute S7-Station Kaiserebersdorf) Dreharbeiten für den NS-Film Der Postmeister statt.

## Wirtschaft und Infrastruktur
Im Norden von Kaiserebersdorf befinden sich zwischen Ostautobahn und Donaukanal die Entsorgungsbetriebe Simmering mit der Hauptkläranlage Wien sowie die Müllverbrennungsanlage Pfaffenau und die Müllverwertungsanlage Biogas Wien. Die Hauptwerkstätte der Wiener Linien liegt im Süden des Bezirksteils unweit des Zentralfriedhofs.

## Persönlichkeiten
- Paul Wagner (16. Jahrhundert), Dorfschmied von Kaiserebersdorf
- Johann Georg Uhl, Braumeister der Brauerei Kaiserebersdorf
- Johann Riedl (1817–1870), Offizier und Kustos des städtischen Museums Salzburg, in Kaiserebersdorf geboren
- Matthias Kimmerl (1818–1883), letzter kaiserlicher Ortsrichter und Namensgeber der heutigen Kimmerlgasse
- Michael Seida, Musiker und Entertainer